# جون لي (ممثل بريطاني)
جون لي (بالإنجليزية: Jon Lee)‏ هو مغني وممثل بريطاني، ولد في 26 أبريل 1982 في Ipplepen ‏ في المملكة المتحدة.

## وصلات خارجية
- جون لي على موقع IMDb (الإنجليزية)
- جون لي على موقع ميوزك برينز (الإنجليزية)
- جون لي على موقع ميوزك برينز (الإنجليزية)
- جون لي على موقع قاعدة بيانات الفيلم (الإنجليزية)
- جون لي على موقع كينوبويسك (الروسية)